# 落日殺神
《落日殺神》（英語：Collateral）是一部2004年美國新黑色動作驚悚片，由麥可·曼恩執導和監製，史都華·比提編劇，湯姆·克魯斯和傑米·福克斯領銜主演，配角演員包括潔達·蘋姬·史密斯、馬克·魯法洛、彼得·柏格與布魯斯·麥吉爾。講述洛杉磯計程車司機麥克斯（Max，福克斯飾演）接受乘客文森（Vincent，克魯斯飾演）高價包車，一整晚載對方到多處地點。文森其實是名職業殺手，被劫為人質的麥克斯自此捲入一場瘋狂的合約殺戮中。
編劇比提從澳洲雪梨機場搭計程車回家時萌生了電影的初始構想。之後在製片人茱莉·理查森（Julie Richardson）和法蘭·達拉本特的協助下將劇本賣給HBO，但被拒絕，直到夢工廠買下該項目。在曼恩、克魯斯和福克斯三人加入製作前，經歷過幾名導演，羅素·克洛和亞當·山德勒曾被考慮擔任兩名主角。電影主要在洛杉磯拍攝，同時成為首部使用毒蛇電影流高畫質攝影機拍攝的長片。配樂由詹姆斯·紐頓·霍華負責編構，還用上了音魔合唱團保羅·歐肯佛德的歌曲。
《落日殺神》2004年8月6日在美國上映，全球票房收穫超過2.2億美元。在影評界口碑良好，剪輯、曼恩的執導才能，以及克魯斯和福克斯的表演備受肯定，但電影節奏和第三幕收到褒貶不一的評價。一些媒體和影評將其列為年度佳片行列。在第77届奥斯卡金像奖上入圍最佳男配角（福克斯）與最佳影片剪辑（吉米·米勒和保羅·魯伯爾）兩項大獎。

## 劇情
麥克斯·杜羅士是名腳踏實地的洛杉磯計程車司機，他努力掙到足夠的錢來開創自己的豪華轎車事業。某晚，他與在加利福尼亞中區聯邦地區法院工作的檢察官乘客安妮·法芮兒結識，下車前對方將名片給了麥克斯。下一位乘客是名為文森的男子。文森賞識麥克斯熟識交通的本領，並表示自己將在洛杉磯完成一整晚的房地產交易，願意支付600美元來包麥克斯的車。麥克斯起初不願意違反規定，最終被說服。
當麥克斯在第一站等待時，一具屍體掉到了他的車上；文森原來是名職業殺手，企圖在今晚殺死五名目標。他強迫麥克斯把屍體藏在後備箱裡並繼續開車。在第二站，文森下車執行任務前，將麥克斯的手綁在方向盤上。麥克斯向一群年輕人求助，但其中兩人趁機打劫他並拿走了文森的公事包；文森及時回來，靈巧地將他們倆射殺並取回了公事包。文森「提議」在爵士樂俱樂部給麥克斯喝一杯飲料。在俱樂部，文森與老闆丹尼爾交談。文森隨後透露丹尼爾是他的第三名目標。麥克斯懇求文森放過對方，文森則打賭丹尼爾無法回答邁爾士·戴維斯在哪「學音樂」的問題。丹尼爾說戴維斯去了茱莉亞音樂學院，似乎給出了正確的答案。文森突然出人意料地射殺了丹尼爾，透露戴維斯從茱莉亞學院退學，拜查利·帕克為師。
得知麥克斯每晚都去醫院看望他的母親愛達，文森堅持讓麥克斯繼續前去探望。在醫院裡，愛達自豪地告訴文森，麥克斯有他自己的豪華轎車公司，代表麥克斯一直在向她撒謊。麥克斯趁人不注意，偷走了文森的公事包，把它扔到高速公路上，被一輛過往的卡車壓壞。失去剩餘兩名目標的情報，文森強迫麥克斯與毒梟菲利斯·樂伊斯-特雷納會面，以重新獲取情報。冒充文森的麥克斯順利獲得情報，但菲利斯命令他的手下如果他沒完成任務就「殺死文森」。
麥克斯和文森前往一家夜店，尋找下一名目標：林比德。緝毒警探雷·菲寧發現了三名受害者之間的關聯，並向聯邦調查局探員法蘭克·佩德羅薩報告了他的發現。佩德羅薩為了確保第二天出庭起訴菲利斯的證人之一林比德安全，帶隊前往夜店。文森在場殺死了菲利斯的殺手、林及其保鑣。菲寧救出麥克斯並帶到外頭，但文森射殺了他並強迫麥克斯回到駕駛座。
兩人在逃亡過程中，彼此交流了各自個性和生活選擇。情緒激動的麥克斯故意將車撞向一旁，導致整台車翻覆。倖存的文森逃脫，麥克斯則被一名發現後備箱屍體的警察逮住。麥克斯將被上銬時，注意到文森打開的筆記本電腦，表明他的最終目標是安妮。他制伏了警察，拿起槍，衝向安妮的辦公樓。麥克斯偷了一名旁觀者的手機，用安妮的名片打電話警告她。安妮感到懷疑，直到麥克斯透露了文森過往下手目標的訊息，敦促她報警。文森殺了大樓保安並拿走了槍，並用一把消防斧切斷了電源和電話線。在漆黑的大樓中，文森特找到安妮，但被麥克斯開槍打傷；麥克斯和安妮徒步逃跑。文森追著兩人上了地鐵。在列車上，麥克斯和文森展開了一場突如其來的槍戰；兩人隔著車門同時朝彼此開槍，文森受了致命傷，癱倒在座位上，好奇死去的自己何時才會被人察覺。新一天的黎明即將到來，麥克斯和安妮在下一站下車，獨留走向生命盡頭的文森隨列車駛去。

## 演員
- 湯姆·克魯斯飾演文森（Vincent）[9]
- 傑米·福克斯飾演麥克斯·杜羅士（Max Durocher）[9]
- 潔達·蘋姬·史密斯飾演安妮·法芮兒（Annie Farrell）[10]
- 馬克·魯法洛飾演雷·菲寧（Ray Fanning）[11]
- 彼得·柏格飾演李察·魏德納（Richard Weidner）[11]
- 布魯斯·麥吉爾飾演法蘭克·佩德羅薩（Frank Pedrosa）[12]
- 伊爾瑪·霍爾（英语：Irma P. Hall）飾演愛達·杜羅士（Ida Durocher）[11]
- 貝瑞·夏巴卡·亨利（英语：Barry Shabaka Henley）飾演丹尼爾·貝克（Daniel Baker）[11]
- 克莉亞·史考特（英语：Klea Scott）飾演澤（Zee）[13]
- 哈維爾·巴登飾演菲利斯·樂伊斯-特雷納（Felix Reyes-Torrena）[14]
- 艾米里歐·李維拉（英语：Emilio Rivera）飾演帕可（Paco）[11]
- 小湯瑪士·羅薩萊斯（英语：Thomas Rosales Jr.）飾演拉蒙·阿亞拉（Ramon Ayala）[15]
- 榮英摩（Inmo Yuon）飾演林比德（Peter Lim）[16]
- 傑森·史塔森飾演機場的男子（英语：Transporter (franchise)）[17]
- 安傑洛·提芬（Angelo Tiffe）飾演席維斯·克拉克（Sylvester Clarke）[18]
- 保羅·阿德爾施泰因飾演聯邦探員[6]

## 製作

### 發展
《落日殺神》的劇情由澳大利亞編劇史都華·比提構思。始於他17歲時，從雪梨機場乘坐計程車回家途中，想到了一個點子——一名殺人狂坐在計程車後座，司機漫不經心地與他交談，含蓄地信任他的乘客。比提將他的點子草擬成一篇名為「最後的多米諾骨牌」（The Last Domino）的兩頁紙本，然後開始編寫劇本。初期的故事以目睹一次謀殺的非裔美國女警以及計程車司機和他當時的圖書管理員女友間的戀情所展開。電影成品從原版故事中保留的部分有限。比提1991年在俄勒岡州立大學當交換學生時寫了劇本初稿；雖然自認劇本很糟糕，但他一直很喜歡這個點子，也一直藏在抽屜裡，從未正式拿出來給人看。每隔幾年就會將它拿出來嘗試改寫。直到在加利福尼亚大学洛杉矶分校的編劇課程上結識製片人茱莉·理查森（Julie Richardson），當時對方正在為法蘭·達拉本特、羅伯·弗里德（Rob Fried）和查克·羅素的衛星城（Edge City）公司尋找項目，該公司旨在為HBO製作低預算的類型電影。得知理查森正在尋找驚悚片劇本時，比提鼓起勇氣到對方的桌旁將劇本推薦給她。理查森將想法提供給達拉本特，後者帶領團隊和比提召開一次會議。在經歷兩份草稿後，HBO通過了該項目，但最終認定「最後的多米諾骨牌」並不適合他們。之後，比提找上夢工廠，在執行長馬克·海姆斯（Marc Haimes）的會議上提出劇本。海姆斯立即聯繫了理查森，通宵閱讀了劇本，隔日夢工廠就提出了要約；但在接下來的三年開發進展緩慢。:106達拉本特、弗里德和羅素仍擔任執行製片人即使是在拍攝期間，比提仍依據演員不斷刪改對白，使電影劇本最終僅90頁左右，對白非常精簡。初期草稿劇本中，故事設定在紐約市，還具有俄羅斯黑幫的設定。然而，後來對劇本的修改隨之將背景搬到了洛杉磯；電影最終定名為《落日殺神》（Collateral）。

### 前期製作
咪咪·蕾德和攝影指導亞努斯·卡明斯基都曾以導演身份參與該項目。羅素·克洛有意飾演文森（Vincent）一角，他還帶來了曾合作《驚爆內幕》（1999年）的麥可·曼恩來擔任導演，但經過不斷拖延的六個月後，克洛退出。曼恩提出讓湯姆·克魯斯飾演文森，亞當·山德勒飾演麥克斯（Max）的想法。山德勒因與拍攝《真情快譯通》（2004年）的日程衝突而退出，改由傑米·福克斯接替。比提希望片商選勞勃·狄尼洛來演麥克斯（他曾在《計程車司機》中飾演過計程車司機，但人設完全不同）。然而，片商拒絕，堅持讓一名年輕的演員來扮演該角。:107曼恩之所以選擇福克斯是因過去合作《威爾·史密斯之叱吒風雲》（2001年）時，發現其演技水準不輸克魯斯。曼恩表示：「我在《活色生香》的傑米身上看見了（湯姆的才能）：他的角色栩栩如生。這就是為何之後我在《威爾史密斯之叱吒風雲》中讓他演邦迪尼·布朗的原因。傑米從模仿起步，但隨後將角色『放入數據庫』，以便往後拿出來使用。」克魯斯為了準備自己的角色，祕密地擔任聯邦快遞郵遞員。曼恩的目標是想讓克魯斯無法被外人識別出。克魯斯在洛杉磯郡警長的戰鬥射擊場接受了約三個月的訓練，這也是他首次嘗試實彈射擊。
飾演安妮（Annie）的潔達·蘋姬·史密斯花時間與律師交流，了解她的詮釋是否正確。方·基墨最初被選來飾演菲寧警探（Detective Fanning），但為了奧利佛·史東的《亞歷山大帝》（2004年）而退出，馬克·魯法洛接替演出。魯法洛讚賞克魯斯扮演的文森：「外觀和整個轉變令人印象深刻。」類似的情況也發生在佩德羅薩探員（Agent Pedrosa）一角上，原選角的丹尼斯·法瑞那因電視劇《法網遊龍》的拍攝衝突而被迫退出，布魯斯·麥吉爾被選來取代他。哈維爾·巴登飾演毒梟菲利斯（Felix），當時被形容為「一名小角色」。傑森·史塔森在片中客串一名在機場與克魯斯相撞的男子。《玩命快遞》（2002年）的導演之一路易斯·賴托瑞接受IGN採訪時表示，史塔森在《落日殺神》中飾演的角色正是《玩命快遞》的法蘭克·馬丁。小古巴·古丁在2018年的一次採訪中，因擔心自己演到不合適的角色，他拒絕了該片的演出邀約。
曼恩表示，他願意執導《落日殺神》的一項重要原因是比提的劇本在很短的時間內掌握整部故事的敘事手法，整部片「就像傳統三幕劇」。他喜歡為角色的日常中帶來更多細節的手法永不過時。在曼恩接手執導權前，巴西導演費南多·梅雷萊斯起初同意執導，但因需要他搬到洛杉磯八個月拍片而最終決定退出。梅雷萊斯將他對該片的願景描述為一部喜劇，並以類似馬丁·史柯西斯電影《下班後》（1985年）的模式來敘事。

### 拍攝

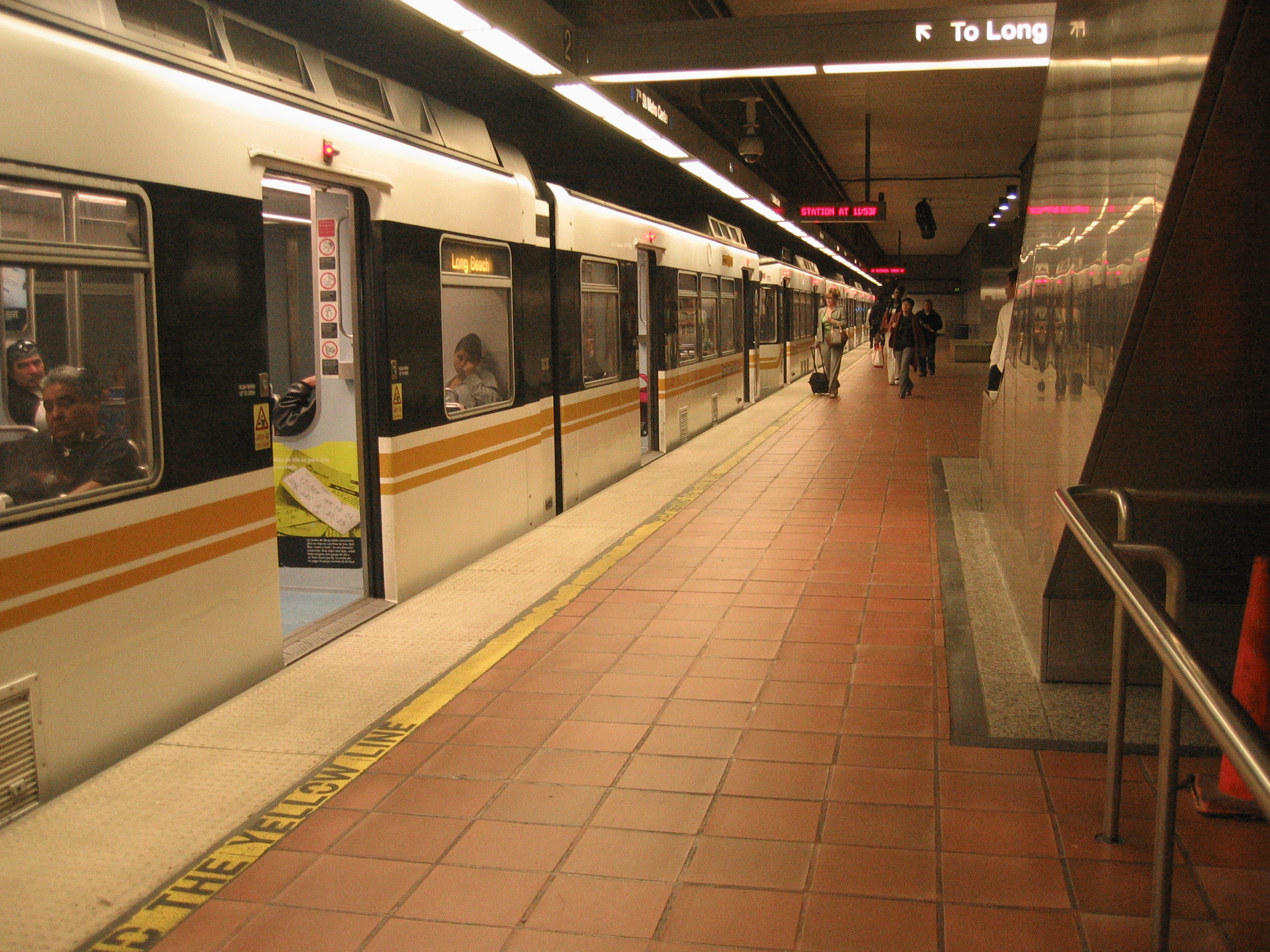
洛杉磯第七街地鐵中心為其中一處取景地

主要拍攝於2003年9月30日開始，在整個洛杉磯展開，洛杉磯國際機場和韓國城都被用於佈景，拍攝也在皮科里韦拉進行。文森殺死首名目標的公寓與劇組的需求一致，在拍攝時僅加了一台大電視。麥克斯待的停車場屋頂屬於特勤局，劇組花了很長時間說服他們讓電影在那拍攝。片中福克斯駕車導致整輛車翻覆的戲份是由演員們真實上陣，差點引發致命事故。翻車後，克魯斯的頭撞車頂，福克斯倒在地上。當發現工作人員救出克魯斯前還事先確定克魯斯沒事時，福克斯意識到「誰才是更高階的明星」。翻車戲的拍攝一次就成功，但導演認為「太暴力」，於是又拍攝了兩次，但最終仍採用了首次拍攝的鏡頭。
保羅·卡麥隆是電影原本的攝影指導，在拍攝三週後，因與曼恩發生創作歧見而退出該片。狄昂·畢比接替卡麥隆的職位。曼恩選擇使用毒蛇電影流高畫質攝影機拍攝片中的許多場景，這是首度在大片中採用此方法。曼恩之前曾在《威爾史密斯之叱吒風雲》和他的CBS電視劇《劫案-兇殺科》用過該格式，同一台攝影機後來在拍攝《邁阿密風暴》時再度使用。畢比表示：「電影和高畫質格式都只是為敘事服務的工具。訣竅是擺脫技術的束縛，而不是受制於它。」《落日殺神》八成的鏡頭是在外景拍攝，這意味著畢比需要處理一定程度的現有照明。審美策略成為盡可能推動數位攝影機捕捉細節的關鍵，這些細節將隱藏在黑暗的場景中。電影包括夜店鏡頭在內大多採用35毫米膠片拍攝；但片中幾段鏡頭用35毫米無法實現——例如文森在辦公室的特寫鏡頭，將焦點轉移至街對面的停車場屋頂上的麥克斯。安妮在車裡的鏡頭是採用索尼F900高畫質攝影機拍攝。

## 音樂
| 評論得分 | 評論得分 |
| 來源     | 評分     |
| -------- | -------- |
| AllMusic | [ 45 ]   |

詹姆斯·紐頓·霍華為電影配樂作曲，安東尼奧·平托負責附加配樂的作曲，同時用上了多名音樂藝人編寫的曲目。電影原聲帶由Hip-O唱片發售於2004年8月3日。霍華為原聲帶錄製成一小時的作品，他評估，自己編寫的音樂只有一半（約17分鐘）在電影的最終剪輯保留，且多半用於各場追逐戲中。片中還用上多首熱門單曲，包括紮根合唱團的〈種子（2.0）〉（The Seed (2.0)）、古菲阿曼達令人愉悅的〈時間之手〉（Hands of Time）、卡萊克西科樂團熱帶風情的〈圭羅卡內洛〉（Güero Canelo），以及用於熱鬧夜店場景的保羅·歐肯佛德歌曲〈準備就緒〉（韓國風）。電影還原版引用了音魔合唱團的〈太陽的影子〉（Shadow on the Sun）；該歌在文森和麥克斯從車裡看到郊狼小跑穿過市中心的十字路口時用上。
| 曲目列表 | 曲目列表                          | 曲目列表                  | 曲目列表 |
| 曲序     | 曲目                              | 词曲                      | 时长     |
| -------- | --------------------------------- | ------------------------- | -------- |
| 1.       | 公事包（Briefcase）                        | 湯姆·羅斯洛克             | 2:07     |
| 2.       | 種子（2.0）（The Seed (2.0)）（加長廣播剪輯版） | 紮根合唱團、科迪·切斯納特 | 4:13     |
| 3.       | 時間之手（Hands of Time）                      | 古菲阿曼達                | 4:19     |
| 4.       | 圭羅卡內洛（Güero Canelo）                    | 卡萊克西科樂團            | 3:00     |
| 5.       | 逐漸崩壞（Rollin' Crumblin'）                      | 湯姆·羅斯洛克             | 2:21     |
| 6.       | 麥克斯偷走公事包（Max Steals Briefcase）              | 詹姆斯·紐頓·霍華          | 1:48     |
| 7.       | 四月的命運（Destino de Abril）                    | 綠車旅館（Green Car Motel）              | 5:15     |
| 8.       | 太陽的影子（Shadow on the Sun）                    | 音魔合唱團                | 5:43     |
| 9.       | 小島豪車（Island Limos）                      | 詹姆斯·紐頓·霍華          | 1:33     |
| 10.      | 西班牙鑰匙（Spanish Key）                    | 邁爾士·戴維斯             | 2:25     |
| 11.      | G弦上的咏叹调                     | 约翰·塞巴斯蒂安·巴赫      | 5:46     |
| 12.      | 準備就緒（韓國風）                | 保羅·歐肯佛德             | 4:48     |
| 13.      | 車禍（）                          | 安東尼奧·平托             | 2:19     |
| 14.      | 文森躍上列車（Vincent Hops Train）                  | 詹姆斯·紐頓·霍華          | 2:02     |
| 15.      | 大結局（Finale）                        | 詹姆斯·紐頓·霍華          | 2:18     |
| 16.      | 安魂曲（Requiem）                        | 安東尼奧·平托             | 1:56     |
| 总时长： | 总时长：                          | 总时长：                  | 51:53    |

## 發行
《落日殺神》在北美由夢工廠發行，排定2004年8月6日上映，派拉蒙影業則負責國際市場發行和影碟銷售。2004年8月4日，電影被選為第8屆都市世界影展（Urbanworld Film Festival）的開幕影片，主演和電影人均出席這場位於紐約市魔術強森戲院活動。9月3日登上第61屆威尼斯影展，以非競賽片身份放映。
DVD2004年12月14日在美國發售，藍光發售於2012年9月14日。《落日殺神》連同《霹靂男兒》（1990年）、《黑色豪門企業》（1993年）收錄於2013年10月15日推出的「湯姆·克魯斯三套電影版」（Tom Cruise Triple Feature）藍光包中。2020年12月8日發售4K高畫質、藍光和數位版組合包。

## 反響

### 票房
在美國和加拿大，《落日殺神》首週從3188間戲院中收穫2470萬美元，擊敗《陰森林》（1650萬美元），位居當週票房冠軍。電影共在戲院上映14週，美加票房總計1.01億美元，在2004年夏季檔期票房排名第12位。本土票房加上國際市場的1.19億美元，全球票房收穫達2.2億美元；對比6500萬美元的預算，可謂成功。

### 評價

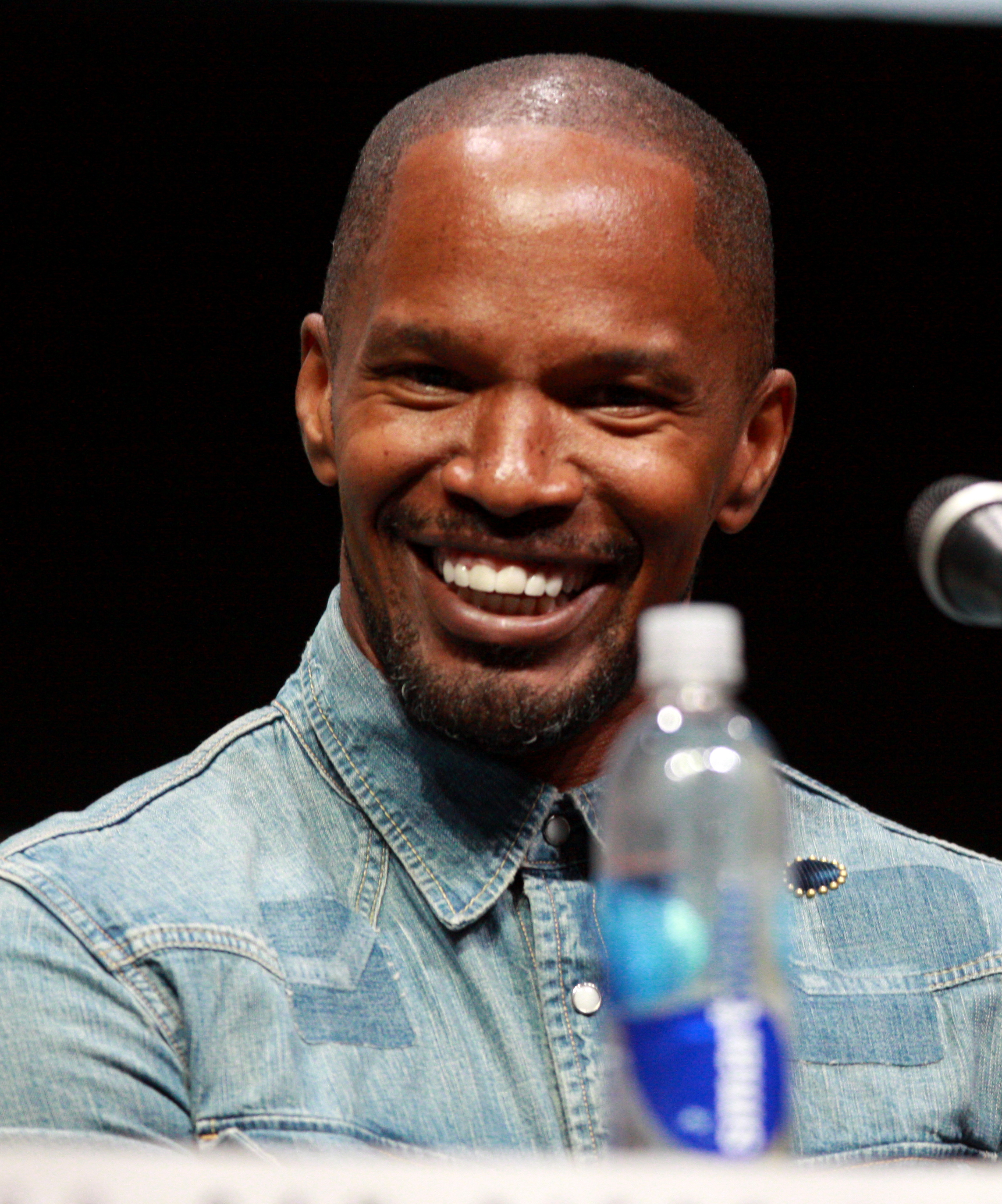
傑米·福克斯的表演好評如潮，並為此入圍奧斯卡最佳男配角獎

《落日殺神》在影評界和觀眾間獲得普遍好評。評論匯總網站爛番茄根據237條評論，本片獲得86%的新鮮度，均分7.50／10；共識評論：「在麥可·曼恩的招牌視覺效果和湯姆·克魯斯精實的反派表演的加持下，《落日殺神》是部時尚且令人信服的黑色驚悚片。」在Metacritic網站上根據41條評論，獲得71分，屬「好壞參半的評價」。
克魯斯和福克斯的演技獲得影評肯定居多。《華盛頓郵報》的史蒂芬·亨特給予兩位演員的表演好評，並將該片概括為「類型片的最佳製作：循規蹈矩、遵守傳統且既熟悉又新鮮。」知名影評人羅傑·埃伯特從滿分4星中對電影給出3星半的高評，他稱讚了兩位演員，稱福克斯的演技是「意外的發現」。《旧金山纪事报》的米克·拉塞爾除了稱讚克魯斯、蘋姬·史密斯、魯法洛和巴登外，還評論了福克斯的表演：「福克斯能演出符合角色傳達恐懼、困惑和沮喪的要求，但更重要的是，當某人深陷恐懼許久，容易變得又累又莽。」《華盛頓郵報》的另一名影評人德森·湯姆森對福克斯給予了類似的讚揚，察覺這位演員「悄悄從隻手遮天的克魯斯中脫穎而出」。反之，《沙龍》雜誌的史蒂芬妮·梅耶批評克魯斯的表現：「克魯斯的氣場既僵硬又虛假」，反之稱讚福克斯「非常舒適地融入他的角色，以至於讓文森關於艱難寫實世界的胡言亂語顯得毫無意義。但電影需要很長時間才能得出一項結論，這項結論從一開始就對任何理解力好的觀眾而言淺顯意見——活在現實世界的麥克斯才是電影的重點。」《倫敦星期日標準報》的威爾·塞爾夫也有類似的想法，他稱讚福克斯從軟弱和搖擺不定到堅定與決心的轉變，但批評克魯斯缺乏讓文森活起來的深度邪惡。
在褒貶不一的評論中，《新闻周刊》的大衛·安森讚賞該片，但批評電影的第三幕「籠統又牽強」。《時代》雜誌的李察·希克爾除了曼恩的導演和比提的劇本外，還稱讚了演員們的演出。但他發現情節邏輯上不一致，加上「沒有足夠完全令人注目的事件來支撐這漫長的時長」。《奧斯汀紀事》的瑪麗特·英曼（Marrit Ingman）對曼恩的製作才華給予正面評價，但表示：「儘管情節旨在充實角色而偏離了幾場尷尬的戲，但在整體風格下並沒有太多的實質內容。」《板巖》雜誌的大衛·艾德爾斯坦強調福克斯的表演「極佳」，並對電影的第一幕很滿意，但嘲笑了其餘部分：「《落日殺神》成了一連串招搖、混亂、過火的動作片，存在主義者曼恩在當中證明了他差勁的動作戲，整個中段太糟糕了。」艾德爾斯坦還批評克魯斯的表演像個「機器人」。
世界社會主義網站的大衛·華許（David Walsh）不喜歡這部電影，除了批評了片中許多的不合理之處（如文森的瘋狂殺手作風、證人非得在同一晚被殺死等）外，還認為曼恩常被讚賞的「時尚」僅用於炫耀，根本言之無物；他在評論中寫道：「該片整體上缺乏緊迫和具體感，也沒有對美國現今領先地位者所過的特殊生活有任何明確的認知。」
《時代》雜誌、影評人李察·洛普、美國電影學會 和國家評論協會將《落日殺神》列入年度十佳片單中。2008年，《洛杉磯時報》的一組撰稿和編輯評選過去25年來的25部最佳洛杉磯電影，《落日殺神》因「對洛杉磯的處理充滿力量和魅力」而位居第九名。《廣播時報》2018年將《落日殺神》評為克魯斯十大佳片榜中的第七位。2021年，Screen Rant網站評選「麥可·曼恩電影中十大難忘角色」名單中將克魯斯飾演的文森排於第七名。

### 獎項
| 入圍獎項                  | 入圍獎項                                 | 入圍獎項                                                                                           | 入圍獎項 | 入圍獎項 | 入圍獎項 |
| 獎項                      | 類別                                     | 得獎者或提名者                                                                                     | 結果     | 來源     |          |
| ------------------------- | ---------------------------------------- | -------------------------------------------------------------------------------------------------- | -------- | -------- | -------- |
| 奥斯卡金像奖              | 最佳男配角                               | 傑米·福克斯                                                                                        | 提名     | [ 77 ]   |          |
| 奥斯卡金像奖              | 最佳影片剪辑                             | 吉米·米勒和保羅·魯伯爾                                                                             | 提名     | [ 77 ]   |          |
| 英国电影学院奖            | 最佳导演                                 | 麥可·曼恩                                                                                          | 提名     | [ 78 ]   |          |
| 英国电影学院奖            | 最佳原创剧本                             | 史都華·比提                                                                                        | 提名     | [ 78 ]   |          |
| 英国电影学院奖            | 最佳男配角                               | 傑米·福克斯                                                                                        | 提名     | [ 78 ]   |          |
| 英国电影学院奖            | 最佳攝影                                 | 狄昂·畢比和保羅·卡麥隆                                                                             | 獲獎     | [ 78 ]   |          |
| 英国电影学院奖            | 最佳剪輯                                 | 吉米·米勒和保羅·魯伯爾                                                                             | 提名     | [ 78 ]   |          |
| 英国电影学院奖            | 最佳音效                                 | 埃利奧特·科雷茲（Elliott Koretz）、李·奧爾洛夫、麥可·明克勒和邁倫·奈廷佳                                         | 提名     | [ 78 ]   |          |
| 美國演員工會獎            | 最佳男配角                               | 傑米·福克斯                                                                                        | 提名     | [ 79 ]   |          |
| 美國退休者協會成人電影獎  | 最佳導演                                 | 麥可·曼恩                                                                                          | 提名     | [ 80 ]   |          |
| 土星獎                    | 最佳動作或歷險電影                       | 《落日殺神》                                                                                       | 提名     | [ 81 ]   |          |
| 土星獎                    | 最佳導演                                 | 麥可·曼恩                                                                                          | 提名     | [ 81 ]   |          |
| 土星獎                    | 最佳劇本                                 | 史都華·比提                                                                                        | 提名     | [ 81 ]   |          |
| 土星獎                    | 最佳電影男主角                           | 湯姆·克魯斯                                                                                        | 提名     | [ 81 ]   |          |
| 美國電影學會獎            | 十大電影                                 | 《落日殺神》                                                                                       | 獲獎     | [ 72 ]   |          |
| 非裔美國影評人協會獎      | 十大電影                                 | 《落日殺神》                                                                                       | 提名     | [ 82 ]   |          |
| 美國攝影師協會獎          | 院線發行的最佳攝影成就                   | 狄昂·畢比和保羅·卡麥隆                                                                             | 提名     | [ 83 ]   |          |
| 藝術指導工會獎            | 當代電影最佳長片                         | 大衛·瓦斯科（David Wasco）、丹尼爾·T·多蘭斯（Daniel T. Dorrance）、阿蘭·曼恩（Aran Mann）、傑拉德·蘇利文（Gerald Sullivan）和克里斯多夫·坦登（Christopher Tandon）        | 提名     | [ 84 ]   |          |
| ASCAP影視音樂獎           | 最高票房電影                             | 詹姆斯·紐頓·霍華和安東尼奧·平托                                                                    | 獲獎     | [ 85 ]   |          |
| 獎季巡迴社區獎            | 最佳男配角                               | 傑米·福克斯                                                                                        | 提名     | [ 86 ]   |          |
| 獎季巡迴社區獎            | 最佳原創劇本                             | 史都華·比提                                                                                        | 提名     | [ 86 ]   |          |
| 獎季巡迴社區獎            | 最佳攝影                                 | 狄昂·畢比和保羅·卡麥隆                                                                             | 提名     | [ 86 ]   |          |
| 獎季巡迴社區獎            | 最佳電影剪輯                             | 吉米·米勒和保羅·魯伯爾                                                                             | 提名     | [ 86 ]   |          |
| 黑人娛樂電視大獎          | 最佳男演員                               | 傑米·福克斯                                                                                        | 獲獎     | [ 87 ]   |          |
| 黑膠卷獎                  | 最佳男配角                               | 傑米·福克斯                                                                                        | 獲獎     | [ 88 ]   |          |
| 黑膠卷獎                  | 最佳女主角                               | 潔達·蘋姬·史密斯                                                                                   | 提名     | [ 88 ]   |          |
| 廣播影評人協會獎          | 最佳電影                                 | 《落日殺神》                                                                                       | 提名     | [ 89 ]   |          |
| 廣播影評人協會獎          | 最佳男配角                               | 傑米·福克斯                                                                                        | 提名     | [ 89 ]   |          |
| 加州位置獎                | 年度外景專家－長片                       | 珍妮絲·波莉（Janice Polley）                                                                                    | 獲獎     | [ 90 ]   |          |
| 俄亥俄州中部影評人協會獎  | 年度男演員                               | 傑米·福克斯                                                                                        | 提名     | [ 86 ]   |          |
| 達拉斯—沃斯堡影評人協會獎 | 最佳男配角                               | 傑米·福克斯                                                                                        | 提名     | [ 91 ]   |          |
| 愛倫·坡獎                 | 最佳電影劇本                             | 史都華·比提                                                                                        | 提名     | [ 92 ]   |          |
| 帝國獎                    | 最佳電影                                 | 《落日殺神》                                                                                       | 提名     | [ 93 ]   |          |
| 帝國獎                    | 最佳男主角                               | 湯姆·克魯斯                                                                                        | 提名     | [ 93 ]   |          |
| 帝國獎                    | 最佳導演                                 | 麥可·曼恩                                                                                          | 提名     | [ 93 ]   |          |
| 金德比獎                  | 最佳攝影                                 | 狄昂·畢比和保羅·卡麥隆                                                                             | 獲獎     | [ 86 ]   |          |
| 金德比獎                  | 最佳剪輯                                 | 吉米·米勒和保羅·魯伯爾                                                                             | 提名     | [ 86 ]   |          |
| 金德比獎                  | 音效剪輯/效果                            | 埃利奧特·科雷茲                                                                                    | 提名     | [ 86 ]   |          |
| 金球獎                    | 最佳電影男配角                           | 傑米·福克斯                                                                                        | 提名     | [ 94 ]   |          |
| 金史莫斯獎                | 年度最受歡迎電影                         | 《落日殺神》                                                                                       | 提名     | [ 95 ]   |          |
| 金史莫斯獎                | 年度最佳導演                             | 麥可·曼恩                                                                                          | 提名     | [ 95 ]   |          |
| 金史莫斯獎                | 年度最佳編劇                             | 史都華·比提                                                                                        | 提名     | [ 95 ]   |          |
| 金史莫斯獎                | 年度最佳男主角                           | 湯姆·克魯斯                                                                                        | 提名     | [ 95 ]   |          |
| 金史莫斯獎                | 年度最佳男配角                           | 傑米·福克斯                                                                                        | 提名     | [ 95 ]   |          |
| 金史莫斯獎                | 最佳電影音樂                             | 《落日殺神》                                                                                       | 提名     | [ 95 ]   |          |
| 金史莫斯獎                | 年度最佳動作戲                           | 夜店槍戰                                                                                           | 提名     | [ 95 ]   |          |
| 金史莫斯獎                | 年度最酷角色                             | 文森（Vincent）                                                                                           | 獲獎     | [ 95 ]   |          |
| 金史莫斯獎                | 年度最佳情節                             | 「不，我開了一槍，他是被槍擊而摔下致死的。」 （No, I shot him. The bullets and the fall killed him.）                                                  | 獲獎     | [ 95 ]   |          |
| 金預告片獎                | 最佳劇情片                               | 《落日殺神》                                                                                       | 獲獎     | [ 86 ]   |          |
| 好萊塢電影獎              | 突破演員                                 | 傑米·福克斯                                                                                        | 獲獎     | [ 96 ]   |          |
| 好萊塢電影獎              | 年度導演                                 | 麥可·曼恩                                                                                          | 獲獎     | [ 96 ]   |          |
| 有色人種進步協會形象獎    | 最佳影片                                 | 《落日殺神》                                                                                       | 提名     | [ 97 ]   |          |
| 有色人種進步協會形象獎    | 最佳電影男演員                           | 傑米·福克斯                                                                                        | 提名     | [ 97 ]   |          |
| 有色人種進步協會形象獎    | 最佳電影女演員                           | 潔達·蘋姬·史密斯                                                                                   | 提名     | [ 97 ]   |          |
| 國際影迷協會獎            | 最佳攝影                                 | 狄昂·畢比和保羅·卡麥隆                                                                             | 獲獎     | [ 98 ]   |          |
| 國際線上電影獎            | 最佳男主角                               | 湯姆·克魯斯                                                                                        | 提名     | [ 99 ]   |          |
| 國際線上電影獎            | 最佳攝影                                 | 狄昂·畢比和保羅·卡麥隆                                                                             | 獲獎     | [ 99 ]   |          |
| 國際線上電影獎            | 最佳混音                                 | 李·奧爾洛夫、麥可·明克勒和邁倫·奈廷佳                                                              | 提名     | [ 99 ]   |          |
| 國際線上電影獎            | 最佳電影剪輯                             | 吉米·米勒和保羅·魯伯爾                                                                             | 提名     | [ 99 ]   |          |
| 國際線上電影獎            | 最佳音效剪輯                             | 埃利奧特·科雷茲                                                                                    | 提名     | [ 99 ]   |          |
| 義大利線上電影獎          | 最佳導演                                 | 麥可·曼恩                                                                                          | 提名     | [ 86 ]   |          |
| 義大利線上電影獎          | 最佳男主角                               | 湯姆·克魯斯                                                                                        | 提名     | [ 86 ]   |          |
| 義大利線上電影獎          | 最佳攝影                                 | 狄昂·畢比和保羅·卡麥隆                                                                             | 提名     | [ 86 ]   |          |
| 義大利線上電影獎          | 最佳剪輯                                 | 吉米·米勒和保羅·魯伯爾                                                                             | 提名     | [ 86 ]   |          |
| 堪薩斯影評人協會獎        | 最佳男演員                               | 湯姆·克魯斯                                                                                        | 提名     | [ 86 ]   |          |
| 洛杉磯影評人協會獎        | 最佳攝影                                 | 狄昂·畢比和保羅·卡麥隆                                                                             | 獲獎     | [ 100 ]  |          |
| 美國電影音效剪輯師協會獎  | 本土電影最佳音效剪輯－對白和同步對白錄音 | 埃利奧特·科雷茲、約翰·C·斯圖弗（John C. Stuver）、貝姬·蘇利文、南希·紐金特（Nancy Nugent）和瑪莉·安德魯斯（Mary Andrews）                | 提名     | [ 86 ]   |          |
| 美國電影音效剪輯師協會獎  | 本土電影最佳音效剪輯－音效和擬音         | 埃利奧特·科雷茲、托姆·布倫南、麥可·佩恩（Michael Payne）、基姆·塞克里斯特（Kim Secrist）、史蒂文·尼爾森（Steve Nelson）和麥克·喬克（Mike Chock） | 提名     | [ 86 ]   |          |
| MTV電影大獎               | 最佳反派                                 | 湯姆·克魯斯                                                                                        | 提名     | [ 101 ]  |          |
| 國家評論協會獎            | 十大電影                                 | 《落日殺神》                                                                                       | 獲獎     | [ 73 ]   |          |
| 國家評論協會獎            | 最佳導演                                 | 麥可·曼恩                                                                                          | 獲獎     | [ 73 ]   |          |
| 國家影評人協會獎          | 最佳男演員                               | 傑米·福克斯                                                                                        | 獲獎     | [ 102 ]  |          |
| NRJ電影獎                 | 最性感男演員                             | 湯姆·克魯斯                                                                                        | 提名     | [ 86 ]   |          |
| 線上影視學會獎            | 最佳導演                                 | 麥可·曼恩                                                                                          | 提名     | [ 86 ]   |          |
| 線上影視學會獎            | 最佳電影剪輯                             | 吉米·米勒和保羅·魯伯爾                                                                             | 提名     | [ 86 ]   |          |
| 線上影視學會獎            | 最佳攝影                                 | 狄昂·畢比和保羅·卡麥隆                                                                             | 提名     | [ 86 ]   |          |
| 線上影視學會獎            | 最佳混音                                 | 埃利奧特·科雷茲、李·奧爾洛夫、麥可·明克勒和邁倫·奈廷佳                                             | 提名     | [ 86 ]   |          |
| 線上影視學會獎            | 最佳音效剪輯                             | 埃利奧特·科雷茲和貝姬·蘇利文                                                                       | 提名     | [ 86 ]   |          |
| 線上影評人協會獎          | 最佳男配角                               | 傑米·福克斯                                                                                        | 提名     | [ 86 ]   |          |
| 線上影評人協會獎          | 最佳攝影                                 | 狄昂·畢比和保羅·卡麥隆                                                                             | 提名     | [ 86 ]   |          |
| 全美民選獎                | 最喜愛劇情片                             | 《落日殺神》                                                                                       | 提名     | [ 86 ]   |          |
| 衛星獎                    | 劇情類最佳男配角                         | 傑米·福克斯                                                                                        | 提名     | [ 86 ]   |          |
| 衛星獎                    | 最佳原創劇本                             | 史都華·比提                                                                                        | 提名     | [ 86 ]   |          |
| 衛星獎                    | 最佳剪輯                                 | 吉米·米勒和保羅·魯伯爾                                                                             | 獲獎     | [ 86 ]   |          |
| 衛星獎                    | 最佳音效                                 | 埃利奧特·科雷茲、李·奧爾洛夫、麥可·明克勒和邁倫·奈廷佳                                             | 獲獎     | [ 86 ]   |          |
| 衛星獎                    | 最佳視覺效果                             | 約翰·E·蘇利文（John E. Sullivan）                                                                                  | 提名     | [ 86 ]   |          |
| 西雅圖影評人協會獎        | 最佳攝影                                 | 狄昂·畢比和保羅·卡麥隆                                                                             | 提名     | [ 86 ]   |          |
| 青少年票選獎              | 最佳戏剧片男演员                         | 湯姆·克魯斯                                                                                        | 提名     | [ 103 ]  |          |
| 青少年票選獎              | 最佳反派                                 | 湯姆·克魯斯                                                                                        | 提名     | [ 103 ]  |          |
| 土耳其影評人協會獎        | 最佳外語片                               | 《落日殺神》                                                                                       | 第20名   | [ 86 ]   |          |
| 第61屆威尼斯影展          | 數位未來電影獎                           | 麥可·曼恩                                                                                          | 獲獎     | [ 104 ]  |          |
| 華盛頓特區影評人協會獎    | 最佳男配角                               | 傑米·福克斯                                                                                        | 獲獎     | [ 105 ]  |          |

## 備註
1. ↑  名單的兩項標準：電影必須傳達一些關於洛杉磯經歷的內在真相，只允許每位導演的一部片入選。
2. ↑  與《雷之心靈傳奇》共同入圍。

## 外部連結
- 互联网电影数据库（IMDb）上《落日殺神》的资料（英文）
- AllMovie上《落日殺神》的资料（英文）
- 爛番茄上《落日殺神》的資料（英文）
- Metacritic上《落日殺神》的資料（英文）
- Box Office Mojo上《落日殺神》的資料（英文）
- 豆瓣电影上《落日殺神》的資料 （简体中文）